# Kelly Evernden
Kelly Graeme Evernden (Gisborne, 21 september 1961) is een voormalig professioneel tennisser uit Nieuw-Zeeland. Hij won drie ATP-titels in het enkelspel gedurende zijn carrière en vertegenwoordigde zijn vaderland op de Olympische Spelen (1988) in Seoul. Daar verloor hij in de tweede ronde van de Israëlier Amos Mansdorf.

## Prestatietabel
| Legenda | Legenda                          |
| ------- | -------------------------------- |
| g.t.    | geen toernooi gehouden           |
| l.c.    | lagere categorie                 |
| –       | niet deelgenomen                 |
| G       | uitgeschakeld in de groepsfase   |
| 1R      | uitgeschakeld in de eerste ronde |
| 2R      | uitgeschakeld in de tweede ronde |
| 3R      | uitgeschakeld in de derde ronde  |
| 4R      | uitgeschakeld in de vierde ronde |
| KF      | uitgeschakeld in de kwartfinale  |
| HF      | uitgeschakeld in de halve finale |
| F       | de finale verloren               |
| W       | het toernooi gewonnen            |
| w-v     | winst/verlies-balans             |

Prestatietabel grand slam, enkelspel
| Toernooi        | 1985 | 1986 | 1987 | 1988 | 1989 | 1990 | 1991 |
| --------------- | ---- | ---- | ---- | ---- | ---- | ---- | ---- |
| Australian Open | 1R   | –    | KF   | 1R   | 2R   | 1R   | 1R   |
| Roland Garros   | –    | –    | –    | –    | –    | –    | 1R   |
| Wimbledon       | 2R   | 1R   | 3R   | 2R   | 1R   | 1R   | 1R   |
| US Open         | 3R   | 1R   | 3R   | 1R   | 1R   | 1R   | 1R   |

### Prestatietabel grand slam, dubbelspel
| Toernooi        | 1985 | 1986 | 1987 | 1988 | 1989 | 1990 | 1991 | 1992 | 1993 |
| --------------- | ---- | ---- | ---- | ---- | ---- | ---- | ---- | ---- | ---- |
| Australian Open | 2R   | –    | 2R   | KF   | 1R   | 2R   | 2R   | –    | 1R   |
| Roland Garros   | 1R   | –    | 2R   | 2R   | –    | –    | 1R   | 1R   | –    |
| Wimbledon       | 3R   | 3R   | 1R   | KF   | 2R   | 2R   | KF   | –    | –    |
| US Open         | 2R   | 2R   | 2R   | 2R   | 2R   | 1R   | 1R   | KF   | –    |